# شیبوکاوا، گونما
شیبوکاوا در استان گونما در کشور ژاپن واقع شده‌است  که دارای جمعیت ۸۶٬۱۳۴ نفر و مساحت ۲۴۰٫۴۲ کیلومتر مربع با تراکم جمعیت ۳۵۸  نفر در کیلومترمربع است و در تاریخ ۲۰ فوریه ۲۰۰۶ به عنوان شهر شناخته شد.